# Xokonoschtletl Gómora
Xokonoschtletl Gómora (Ciudad de México, 17 de febrero de 1951) es un danzante de música tradicional prehispánica, escritor, conferencista y activista cívico mexicano. Fue comisionado ante la Organización de las Naciones Unidas por el Frente Mexicano Pro Derechos Humanos para fomentar el rescate del patrimonio cultural mexicano. Es más conocido por dirigir la Asociación Civil Internacional Yankuik Anahuak y porque durante más de treinta años ha pugnado por el regreso del quetzalpanecáyotl (del náhuatl: tocado de plumas de quetzal) conocido como el penacho de Moctezuma que se encuentra en el Museo de Etnología de Viena (Museum für Völkerkunde).

## Actividades
Xokonoschtletl comenzó sus actividades como guía de turistas y se relacionó con activistas indígenas con la intención de defender la cultura mexicana. Posteriormente fundó la Asociación Civil Yankuik Anahuak desde donde ha luchado durante treinta años, sin ningún respaldo económico por parte del gobierno, por el regreso del quetzalpanecáyotl (del náhuatl: tocado de plumas de quetzal) conocido como el penacho de Moctezuma que se encuentra en el Museo de Etnología de Viena (Museum für Völkerkunde). El penacho, que además de plumas de quetzal, está ornamentado con oro y piedras preciosas, «es considerado la reliquia más valiosa de México que se encuentra en el extranjero», Xokonoschtletl, que también es miembro del Frente Mexicano Pro Derechos Humanos y representante del mismo ante la Organización de las Naciones Unidas, considera muy importante que el penacho regrese a México, porque «forma parte de su identidad y cultura nacional». Como parte de este movimiento, cada año, desde 1986, organiza una marcha que va desde las oficinas de la ONU en Viena, hasta la sede del Parlamento, además de eventos artísticos y culturales.
Durante el transcurso de los años su solicitud ha recibido el apoyo del Instituto Nacional de Antropología e Historia; de Thomas Klestil, cuando era presidente de Austria; y de Heinz Fischer, actual presidente austríaco y en ese entonces presidente del parlamento. También recibió apoyo de legisladores austríacos, diputados del Partido Social Demócrata de Austria, encabezados por Peter Schieder (presidente de la comisión parlamentaria de Política exterior), presentaron en 2005 una propuesta para devolver el penacho. En esta iniciativa afirmaban que sería una muestra de agradecimiento con el pueblo mexicano, ya que México fue el primer país en mostrar su apoyo a Austria en 1938, protestando contra su anexión a la Alemania nazi. En 2009, diputados del Partido Comunista de Austria presentaron una nueva iniciativa con una propuesta en el mismo sentido. En México, el movimiento ha recibido el apoyo del diputado panista Jorge Triana, y Rafael Elías Sánchez del PRD.
Es vocero oficial del Consejo Mundial de Pueblos Indígenas, y desempeña labores de activista cívico, promoviendo el rescate del patrimonio cultural y apoyando a las minorías étnicas y a las personas desfavorecidas. Su grupo de danza de música tradicional prehispánica, llamado Ometoetl, ha presentado diferentes espectáculos en alemán, como «La danza del venado» («Tanz der Rehe»). Es conferencista y también escritor. Entre sus obras escritas en español se encuentran: Lo que nos susurra el viento: la sabiduría de los aztecas (1998), Sentémonos al fuego: cuentos y relatos de la tradición azteca (1998) y Juicio a España Testigos Aztecas.

## Obras
Entre sus obras se encuentran:

### Obra en alemán
- Bist Du Mexikaner? (1987) ISBN 3-926876-00-X.
- Unser einziger Gott ist die Erde : Weg, Weisheit und Geschichte der Azteken (1996) ISBN 3-591-08268-6.
- Medizin der Mutter Erde : die alten Heilweisen der Indianer (1996) ISBN 3-576-10547-6.
- Was der Wind uns singt : indianische Weisheiten (1996) ISBN 3-576-10691-X.
- Setzt euch zu uns ans Feuer : indianische Märchen für Erwachsene (1997) ISBN 3-576-11042-9.
- Xokonoschtletl : Wir sind ein Teil der Natur : Indianische Lebensphilosophie (edición en video) ISBN 3-89672-443-6.

### Obra en español
- Lo que nos susurra el viento: la sabiduría de los aztecas (1998) ISBN 9789681103019.
- Sentémonos al fuego: cuentos y relatos de la tradición azteca (1998) ISBN 9788401011573.
- Juicio a España Testigos Aztecas (2007) ISBN 9789709758672.

### CD
- Die Sonne des Jaguar. John Silver Production, Berlín 2001. «Una colección de mitos indígenas, leyendas e historias de México».[17]
- Der Tanz der Rehe. Video/CD, Orpheus-Musiktheater Ostfildern.